# Ane Log: Moyako Nee-san no Tomaranai Monologue
Ane Log: Moyako Nee-san no Tomaranai Monologue (姉ログ 靄子姉さんの止まらないモノローグ?) es una serie de manga escrita e ilustrada por Kenji Taguchi. Se publicó por primera vez el 19 de septiembre de 2012 hasta el 20 de abril de 2016 en la revista Shōnen Sunday de Shogakukan, recopilando 12 volúmenes.

## Argumento
Cuando Konoe Moyako y su hermano menor Akira eran jóvenes, él quería casarse con ella. Al crecer, Moyako decidió que su hermano era un pervertido que estaba obsesionado por ella. Ahora ambos son adolescentes y Moyako está convencida de que tiene que “rehabilitar” a su hermano. Sin embargo, parece que la “perversión” esta toda en su imaginación, y parece que no puede evitar convertir las situaciones completamente inocentes en algo espeluznante es su mente.

## Personajes
- Moyako Konoe (近衛 靄子 Konoe Moyako?)

 Seiyū: Ami Koshimizu
- Akira Konoe (近衛 輝 Konoe Akira?)

 Seiyū: Takahiro Mizushima
- Kasumi Kurose (黒瀬 香澄 Kurose Kasumi?)

 Seiyū: Satomi Akesaka
- Fūka Saeki (冴木 風花 Saeki Fūka?)

 Seiyū: Mariko Honda
- Brisa Umehira (梅比良 ブリサ Umehira Burisa?)

 Seiyū: Aoi Yūki
- Yōhei Fukuyama (福山 陽平 Fukuyama, Yōhei?)

 Seiyū: Subaru Kimura

## Contenido de la obra

### Manga
Ane Log está escrita e ilustrada por Kenji Taguchi. Fue serializada en la revista Shōnen Sunday de Shogakukan el 19 de septiembre de 2012 hasta el 20 de abril de 2016, siendo recopilada en 12 volúmenes tankōbon. Lanzados desde el 17 de mayo de 2013 al 17 de junio de 2016.

### Lista de volúmenes
| N.º | Fecha de lanzamiento     | ISBN original          |
| --- | ------------------------ | ---------------------- |
| 1   | 17 de mayo de 2013       | ISBN 978-4-09-124308-9 |
| 2   | 18 de septiembre de 2013 | ISBN 978-4-09-124385-0 |
| 3   | 18 de diciembre de 2013  | ISBN 978-4-09-124513-7 |
| 4   | 18 de abril de 2014      | ISBN 978-4-09-124623-3 |
| 5   | 18 de septiembre de 2014 | ISBN 978-4-09-125105-3 |
| 6   | 18 de diciembre de 2014  | ISBN 978-4-09-125398-9 |
| 7   | 17 de abril de 2015      | ISBN 978-4-09-125833-5 |
| 8   | 17 de julio de 2015      | ISBN 978-4-09-126194-6 |
| 9   | 16 de octubre de 2015    | ISBN 978-4-09-126470-1 |
| 10  | 18 de marzo de 2016      | ISBN 978-4-09-126826-6 |
| 11  | 18 de mayo de 2016       | ISBN 978-4-09-127166-2 |
| 12  | 17 de junio de 2016      | ISBN 978-4-09-127237-9 |

### Drama CD
El 18 de septiembre de 2013 se incluyó un CD de drama con la edición limitada del segundo volumen del manga.

### Anime
El 18 de abril de 2014 salió a la venta un disco para fans que incluía una Animación Flash de 6 episodios y 3 episodios especiales cortos. Una OVA producida por Brain's Base y dirigida por Tetsuo Ichimura, con guiones de Natsuko Takahashi y diseños de personajes de Eriko Itō, se incluyó en la edición limitada del 5º volumen del manga el 16 de septiembre de 2014. El 16 de diciembre de 2014 se incluyó un segundo episodio con la edición limitada del sexto volumen del manga. 
En junio de 2021, Sentai Filmworks anunció que había adquirido la licencia de los OVAs para su lanzamiento digital y formato físico.